# Arhysosage cactorum
Arhysosage cactorum là một loài Hymenoptera trong họ Andrenidae. Loài này được Moure mô tả khoa học năm 1999.